# Ладолеж (филм)
Ладолеж (енгл. Morning Glory) је америчка драма из 1933. са Кетрин Хепберн у главној улози. Ово је филм о непознатој позоришној глумици, која се бори да постане велика звезда Бродвеја. Хепбернова је за своје извођење била награђена Оскаром за најбољу главну глумицу.

## Улоге
| Глумац          | Улога         |
| --------------- | ------------- |
| Кетрин Хепберн  | Ив Лавлејс    |
| Даглас Фербанкс | Џозеф Шеридан |
| Адолф Менжу     | Луј           |
| Мери Данкан     | Рита Вернон   |
| Дон Алварадо    | Пепи          |